# Leonardo Jara
Leonardo Jara, né le 20 mai 1991 à Corrientes en Argentine, est un footballeur argentin qui joue au poste d'arrière droit.

## Biographie

### Carrière en club

#### Estudiantes
Formé à l'Estudiantes en Argentine, Leonardo Jara joue son premier match en professionnel le 25 novembre 2009 contre le Colón de Santa Fe, une rencontre que son équipe perd par un but à zéro.

#### Boca Juniors
Le 1er janvier 2016, Leonardo Jara rejoint l'équipe de Boca Juniors, l'un des plus importants clubs du pays. Il joue son premier match sous ses nouvelles couleurs le 28 février 2016, lors d'une défaite de son équipe sur le score de 1-0 face au Racing Club de Avellaneda.
Il remporte les premiers titres de sa carrière avec Boca Juniors, en remportant le championnat en 2017 puis de nouveau en 2018.

#### D.C. United
En janvier 2019, Leonardo Jara est prêté un an à D.C. United, qui évolue en Major League Soccer.

## Palmarès
Boca Juniors
- Champion d'Argentine en 2017 et 2018.